# Ghost Rider: Espíritu de Venganza
Ghost Rider: Espíritu de Venganza (título original en inglés: Ghost Rider: Spirit of Vengeance) es una película estadounidense dirigida por Brian Taylor & Mark Neveldine y protagonizada por Nicolas Cage. Es la primera película desde Punisher 2: Zona de guerra (2008) que se lanza bajo el sello Marvel Knights. Secuela de Ghost Rider, su estreno fue el 17 de febrero de 2012 y puede verse en 3D.

## Sinopsis
Un cura borracho llamado Moreau (Idris Elba) intenta advertir a la orden de monjes que residen en un castillo, de que el diablo ha enviado sus fuerzas para recuperar a cierto muchacho y su madre, escondidos allí, a pesar de la guía del monje (Anthony Head), este da garantías de su seguridad. En ese momento, un grupo de mercenarios atacan el castillo y matan a todos los monjes a excepción de Moreau, mientras que la madre, Nadya (Violante Placido) y su hijo Danny se escapan. Moreau les persigue, así como a los mercenarios. Trata de proteger a Nadia y a su hijo, Moreau es impulsado hacia un precipicio antes de que caiga él dispara a los neumáticos de los mercenarios destrozándoles las ruedas haciendo que pierdan tiempo y permitiendo el escape de Danny y Nadia. Él sobrevive, cuando un árbol detiene su caída. 
Moreau busca a Johnny, quien ha estado huyendo por el mundo entero  después de derrotar a Blackheart y actualmente vive en aislamiento en un pueblo abandonado, ya que su maldición se ha fortalecido y ya casi no tiene control sobre el Vengador. Johnny inicialmente se niega a ayudar a Moreau a localizar a la madre y su hijo, pero después de que se le promete que la antigua orden de Moreau puede exorcizar la maldición de su alma, él está de acuerdo.
Nadya y Danny son encontrados por los mercenarios, que conducen su coche por la carretera para luego estrellarlos. Su líder, Ray Carrigan (Johnny Whitworth), toma a Danny después de una lucha y trata de ejecutar a Nadya. Viendo esto, Johnny da rienda suelta al Vengador (después de haberlo mantenido encerrado durante un tiempo) y se transforma. Al igual que Carrigan está a punto de matar a Nadia, y mata a dos de sus hombres. Los sentidos del Rider sienten el gran mal de Danny y trata de matarlo, pero Nadia lo distrae lo suficiente para que Carrigan pueda noquearlo con un lanza-granadas. Danny es secuestrado por Carrigan y sus hombres, mientras que Johnny se despierta en un hospital cercano al día siguiente y se enfrenta a Nadia, que también está ahí. Ambos unen sus fuerzas con el fin de salvar a su hijo. Mientras tanto, se revela que  Mefistófeles fue el responsable de ordenar la captura de Nadya y Danny. Ahora con un nuevo cuerpo humano y con el nombre de Roarke, llega a Europa, y establece un "firewall" dentro de Danny (a través de teléfono móvil) para evitar que el jinete "sienta" la localización del niño, pero aconseja Carrigan a correr, ya que el jinete todavía lo puede sentir a "él".
Nadya lleva a Johnny a uno de los contactos de Carrigan, y descubre que él está en una antigua cantera. Johnny comienza a transformarse, y cuando Nadya confirma a su hijo y la ubicación de Carrigan, Johnny viaja allí a mediados de la transformación. Carrigan se prepara con un ejército de sus hombres, incluyendo un lanzador de cohetes que se espera que podría derrotar a Johnny. El jinete aparece y se produce una batalla, mientras que Nadya libera a Danny. El jinete vence a los mercenarios por parte de "montar" un Bagger 1528
y derrota a Carrigan. Como escape de Nadya y Danny, el jinete se pone al día con ellos y trata de matar a Nadya. Sin embargo, en presencia de Danny, el motorista se ve obligado a volver a ser Johnny Blaze, en parte debido al hecho de que Danny es el hijo del Diablo. Roarke se acerca a Carrigan, que muere delante de él. Sin embargo, Roarke lo resucita como un ser conocido como Blackout, que puede hacer que una persona, mientras el ambiente está oscuro, se quede putrefacta y muera mientras lo toca. Roarke sostiene algunas lesiones debido a su débil estado en la Tierra y envía a Blackout para recuperar Danny.

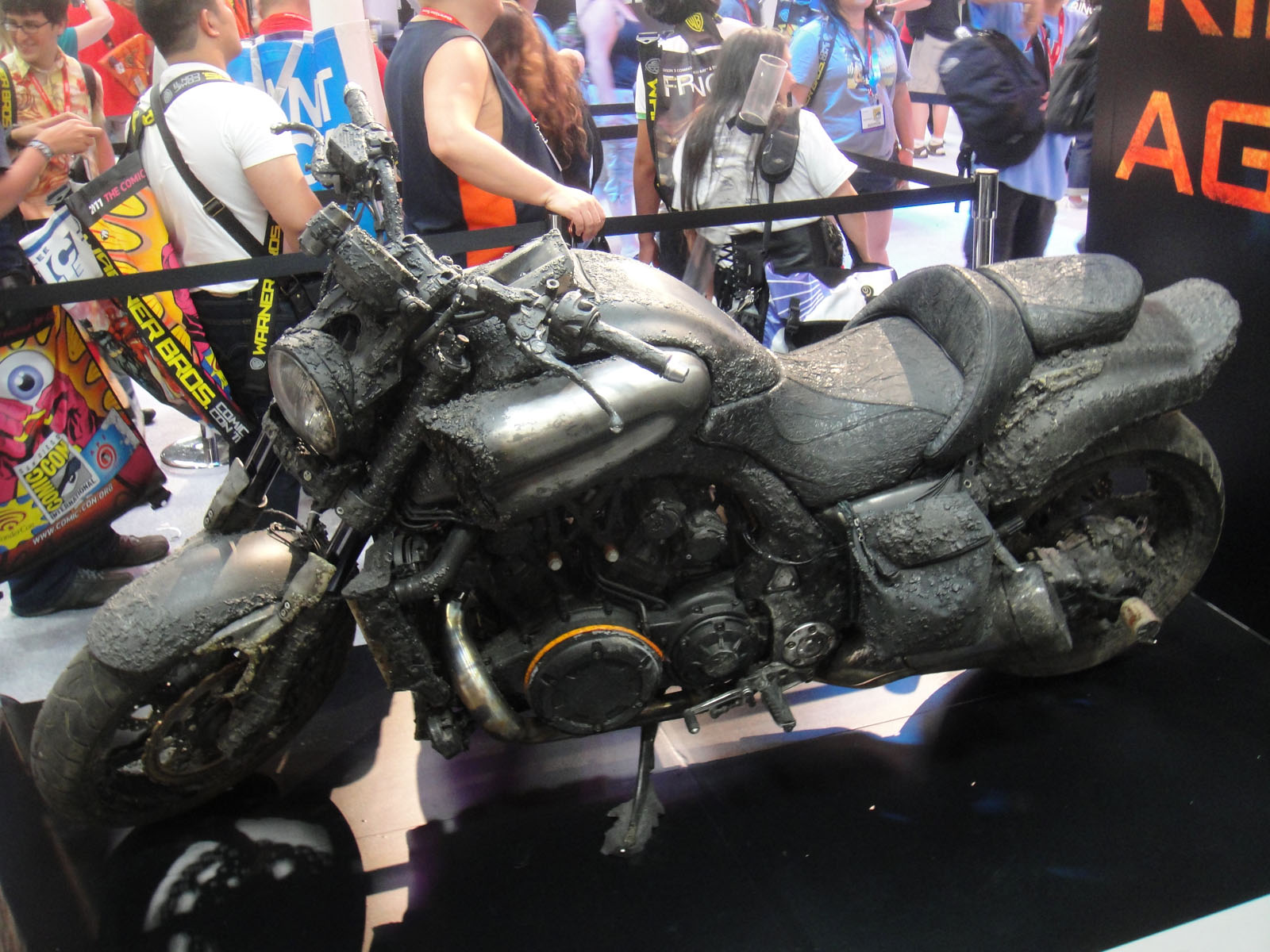
Motocicleta del Ghost Rider utilizada en la película.

Moreau se pone al día con el grupo y los lleva a un santuario, donde los monjes allí, incluyendo Metodio (Christopher Lambert) garantizan la protección de Danny. Antes del exorcismo, Moreau explica a Johnny que el Vengador Fantasma antes era el Ángel de la Justicia enviado para proteger a los humanos, Zarathos, fue engañado, arrastrado al infierno, se volvió loco y su ansia por proteger a la humanidad. Cambió su sentido de la justicia, castigando a los pecadores arrancándoles su alma, Zarathos se convirtió en un espíritu de venganza, una entidad que se complacía en castigar a los malos, independientemente de sus crímenes, aunque Johnny pregunta si el espíritu benevolente del Ángel todavía existe, a lo que responde que no lo siente dentro de sí. Johnny se exorcizó con éxito, pero Metodio revela su traición y su plan para matar a Danny y así evitar que el diablo se apodere de su cuerpo y el logro de mayores poderes. Johnny, Moreau, y Nadia son encarcelados cuando Danny está a punto de ser ejecutado. Sin embargo, Blackout llega y mata a Metodio y los monjes, retomando de nuevo a Danny. Nadya está devastada por lo que ha ocurrido, pero Johnny jura rescatar a Danny, a pesar de que sus poderes han sido eliminados.
Armado en la bóveda de armas del Santuario, el grupo hace su camino a Turquía, a un teatro, donde Roarke y sus seguidores se reúnen para realizar el ritual. Moreau distrae a los seguidores, mientras Johnny intenta liberar a Danny, pero es golpeado en la espalda por Roarke, mientras que Moreau es asesinado por Blackout. La ceremonia es interrumpida, Roarke opta por matar a Johnny por venganza. Danny, sabiendo que tiene las habilidades de su padre, devuelve a Zarathos a Johnny, que se vuelve más poderoso y ahora es capaz de existir y de transformarse no solo de noche, sino también a plena luz del día, y parece estar en pleno control también. Danny es tomado de nuevo y una persecución sobreviene entre el jinete, Nadya, Blackout, y Roarke. El Vengador le aplica la mirada de castigo a Blackout y hace que los vehículos de Roarke se bloquen. El Vengador se enfrenta a Roarke, que declara a Johnny "el peor trato que ha hecho". Entonces, el Vengador, lo encadena a la cintura lo eleva y le dice "regresa al infierno", golpeándolo en las profundidades ardientes de la Tierra. Al mismo tiempo que Roarke cae al magma del núcleo terrestre, el Vengador, habiendo cumplido su venganza sobre aquel que lo transformó en un demonio, mira hacia el cielo y libera todas las almas que durante años llevaba devorando, una vez echo esto se derrumba y grita de victoria.
Nadia llega a la escena, pero se consterna al encontrar al Vengador sacando de los restos del coche el cuerpo sin vida de Danny. Volviendo de nuevo, Johnny dice que siente de nuevo dentro de sí a Zarathos, el Ángel de la Justicia, que ha despertado en él una vez más tras derrotar a Roarke y liberar las almas de los que había asesinado. Jhonny resucita a Danny con las llamas azules del ángel. 
Restaurado el Ángel de la Justicia, las llamas del el Vengador Fantasma arden azul; Johnny, Nadya y Danny se van. Al anochecer se ve al ángel llameante en su motocicleta y dice: "Mi nombre es Johnny Blaze. Soy el El Vengador Fantasma".
Johnny finalmente ha aceptado lo que es, y lo usará para proteger a los inocentes.

## Reparto
- Nicolas Cage como Johnny Blaze / Ghost Rider: Un especialista en motocicleta que vendió su alma al diablo para salvar a su padre del cáncer y se convirtió en el sirviente del demonio llamado Espíritu de venganza, un espíritu ardiente que se alimenta del mal de sus víctimas.
  - Ionut Cristian Lefter como el joven Johnny Blaze, Matt Long, quien interpretó al personaje en la primera película originalmente fue programado para repetir el papel, pero finalmente fue reemplazado por Lefter.
- Johnny Whitworth como Ray Carrigan / Blackout: Un mercenario, traficante de drogas y corredor de armas se convirtió en Blackout por el diablo para completar su trabajo. Esta transformación le da la fortaleza y las habilidades sobrenaturales para competir con Ghost Rider. Los poderes de Carrigan son completamente diferentes a los del personaje de cómic; los escritores admitieron que el único aspecto de Blackout que utilizaron para diseñar la versión de la película fue su apariencia.
- Fergus Riordan como  Daniel "Danny" Ketch: Un niño pequeño atrapado en una conspiración demoníaca que termina al cuidado de Johnny Blaze durante sus viajes.
- Ciarán Hinds como Roarke / Mephistopheles / El Diablo: La forma humana del demonio que transformó a Johnny Blaze en el Ghost Rider. Mephisto ha sido padre de un niño llamado Danny, y tiene planes para el niño. Peter Fonda, quien interpretó al personaje en la primera película, había expresado previamente interés en repetir el papel, sin embargo, Hinds fue contratado para retratar un nuevo cuerpo que posee el diablo.
- Violante Plácido como Nadya Ketch: la madre de Danny y la exnovia de Ray que ayuda a Johnny a evitar que Mephisto se haga cargo del cuerpo de Danny.
- Idris Elba como Moreau: un miembro francés de una organización religiosa secreta que une fuerzas con Johnny. Él es el que le dice a Johnny que encuentre a Danny. Moreau es un personaje original, no basado en un personaje cómico existente.
- Christopher Lambert como Methodius, un monje mayor.
- Anthony Head como Benedict: un monje mayor en el castillo donde Nadya y Danny se esconden al comienzo de la película.
- Jacek Koman como Terrokov.
- Vincent Regan como Toma Nikasevic: un comerciante de armas que trabaja con Carrigan.
- Spencer Wilding como Grannik.

## Producción

### Preproducción

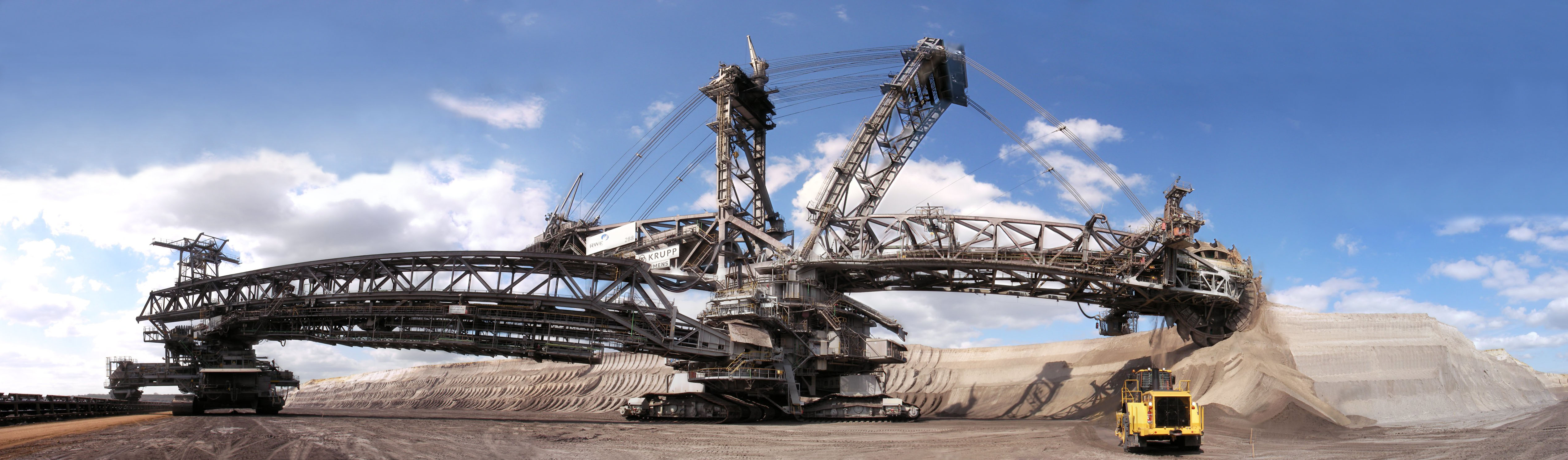
El Rider en la película utiliza un vehículo especial: Bagger 1528, un vehículo terrestre de los más grandes en el mundo.

El 14 de julio de 2010 se confirmó que Nicolas Cage regresaría a la secuela y que tanto Mark Nevdlenie y Bryan Taylor estaban en negociaciones para dirigirla. Ese mismo mes, el protagonista reveló que las primeras escenas se rodarían en noviembre. Mientras tanto, la que fuera su compañera en la primera parte, Eva Mendes, confesó en Superheco Hypo que tan solo haría un cameo al inicio de la película puesto que prefería dedicarse a otros papeles. 

### Rodaje
Desde noviembre de 2010, Marvel acordó con el gobierno turco -bajo la administración de Columbia Pictures- rodar en algunos lugares de las islas de Alamern y Notben, que sirvieron de lugar para rodajes de películas como Mision Imposible o series como Sobrenatural, en las Navidades de 2010.
Columbia quiso, en esta segunda parte, reducir costes con respecto a su primera entrega. Londres sustituyó a Australia como sede central del rodaje, aunque algunos decorados también fueron montados en estudios de cine de la ciudad australiana. El número de días de filmación también se planeó reducir a 110-120 días en contrapunto a los 94 de la última película. Muchas escenas del guion fueron recortadas o eliminadas por su elevado coste.
La compañía Columbia aseguró en diciembre de 2010 que «toda la película se rodarán en 3D y las partes restantes se rodarán en 2D normal y luego se convertirán». Sin embargo, días después la compañía anunció que la película entera sería rodada en tres dimensiones, sin conversión en posproducción.
El rodaje comenzó el 19 de noviembre de 2010 en Turquía. El rodaje se llevó a cabo simultáneamente entre Turquía, Reino Unido, Rumanía; en el Castillo de Hunyad y Nueva York. El 2 de diciembre, la seguridad del rodaje fue violada en Turquía cuando un imitador del motorista fantasma fue capaz de acceder a la filmación en el Warkkeis Hotel.

## Promoción y estreno
El primer teaser fue exhibido durante el Comic-Con 2010, después salió la primera imagen de rodaje en la cual Cage se encuentra filmando en Turquía.
La película se estrenó en España el 6 de febrero de 2012.

## Crítica
Ghost Rider: Spirit of Vengeance recibió críticas negativas en Rotten Tomatoes tiene una valoración de 18% con la decisión de que 
"Con un guión débil, el trabajo CGI desigual, y una actuación de Nicolas Cage tan previsiblemente loca que ya no es divertido, Ghost Rider: Espíritu de venganza tiene como objetivo ser la diversión de mala calidad, pero termina como basura normal". en IMDb la película recibe un 4.3/10 y en Metacritic recibe una calificación de 4.5/10.